# Тынкачев, Ибрагим
Ибрагим Тынкачёв (Тынкачев) (род. XVIII век) — знаменитый татарский сотник Ичкинской волости Исетской провинции.

## Биография
Ибрагим Тынкачёв (также распространено написание Тынкачев) проживал в селе Альменево Ичкинской волости Исетской провинции, ныне село — административный центр Альменевского муниципального округа Курганской области.
В 1767 году вместе с другим сотником той же волости Мансуром, сыном Субханкулыя, ездил с наказом от ичкинских татар в Москву для участия в Уложенной комиссии Екатерины II, созываемой для разработки нового свода законов Российской империи. Как видно из этого наказа в середине XVIII века часть земельных владений ичкинских татар, населявших Исетскую провинцию, в результате колонизации края была отторгнута, что создало им немало проблем. Это, в свою очередь, явилось одной из причин участия ичкинских татар в разразившейся в 1773—1775 годах в Зауралье Крестьянской войне под предводительством Е. И. Пугачёва.
Сохранился «Наказ ичкинских и устьбагаряцких служилых татар Исетской провинции». В заглавной части документа говорится: «Перевод с приобщенного при сем татарского письма, полученного майя 13-го 1767 году, в котором по переводе значит ниже сего: 1767 года апреля 24 дня мы, ниже подписавшиеся от Оренбургской губернии Исетской провинции, выбранные от ичкинских и багарятских юрт служилыя татары, поверенныя сотники от ичкинцев из мурз Ибрагим Тонкачев, Мансур Супхангулов и команды нашей рядовые Абдулхалил Ашменев, мулла Альмухамет Ибрагимов, от багарятцов сотник же Абдрахман Марзагулов, рядовые Мухсин Уразов, и Валит Тимербеков к посылке в Москву в комиссию о сочинении проекта Нового Уложения, выбранному из наших команд нам по силе Манифеста Ея Императорскаго Величества декабря 14-го числа 1766 году депутату команды Ичкинских юрт мулле Альмухамету Ибрагимову препоручили мы усмотренныя нами и всем с обеих сторон народом нашим общие недостатки и нужды представить где надлежит». При этом сотник мурза Тонкачев к подлинному татарскому письму приложил руку, то есть подписал, а остальные представители ичкинцев прикладывали тамги. Таким образом, из документа следует, что Ибрагим Тынкачев действительно был одним из лидеров татар Ичкинских юрт, участвовал в создании наказа для Уложенной комиссии, но в Санкт-Петербурге его в качестве избранного депутата представлял ичкинский мулла Альмухамет Ибрагимов, что подтверждается списком депутатов.

## Семья
Сын Ибрагима — Фазыл Тынкачев (ок. 1754—1826) — сотник ичкинских татар, владелец сёл Альменево, Вишняково, Тузово, Иванково и Учкулево. Мулла, посланник ко двору Османского султана и бухарского эмира.
В настоящее время известны три родословные росписи Тонкачевых, обнаруженные в РГАДА, а также Астраханском и Саратовском архивах. Первый представитель рода, Исень Кипчатцкий, появился в русских землях в середине XV ввека. Скорее всего, в Москву он попал в окружении царевича Касима, сына Улу-Мухаммеда. Наиболее древняя часть родословной росписи выглядит следующим образом: кн. Исень – кн. Бучак – кн. Тонкач – Салтанахмет мирза – Джангалыч мирза – кн. Емаш (жил в конце XVI века). Первым документально зафиксированным представителем рода стал Тонкач. В 1491 году он во главе отряда касимовских (городецких) татар принял участие в неудачном походе касимовского царевича Сатылгана против Большой Орды. Предполагаемая дальнейшая родословная выглядела следующим образом: кн. Емаш – Ураз мирза – Сорей (Сарбей, Садей, Согей) – Ибрагим – Бек (Бекмамет) – Ибрагим. По родословной у Бека было три сына: Иль, Хан и кн. Василий. Ибрагим не упоминается. Возможно, это указывает на то, что будущий сотник Ичкинской волости родился уже после отъезда своего отца из Касимова. О Беке известно, что ему принадлежало село Михайловское (Рузаевка тож) Саранского уезда и сельцо Семилова Касимовского уезда. За отказ принятия православия по указу от 3 ноября 1713 года царя Петра Алексеевича, объявленному из Сената о крещении в Казанской и Азовской губерниях магометан, у которых в поместьях и вотчинах находятся крестьяне православной веры, Бек потерял своих православных крестьян. Сохранилось доношение начальника Оренбургской комиссии князя Урусова в Правительствующий сенат от 31 декабря 1741 года (11 января 1742 года), в котором ссылаются на доношение Исецкого дистрикта Ичкинских юрт, которое написал мурза Бекметка Тонкачев.
В 1743 году Василь Тонкачев являлся старшиной Ичкинских юрт, вполне возможно, сын Бекмета. В 1774 году старшиной ичкинских татар был Селим-Явгер Тонкачев.
В ревизских сказках 1811 года Терсютских юртов, которые входили в состав Ичкинской волости на Исети, то обнаружим там целый клан Тонкачевых. Причем практически все они записаны с полным именованием – имя, отчество и фамилия. Двое из них обозначены как мурзы: скончавшийся в 1805 году «мурза походный старшина Селим-Жегсар Тонкачев» и «мурза Салей Тонкачев», умерший в 1797 году. Фазыла Тонкачева (Тынкачева) из Альменева в ревизских сказках 1811 года можно определить, но без гарантий точности: у него указаны лишь имя и отчество: «Фазыл Ибрагимов», возраст – 57 лет.